# 都ホテル 京都八条

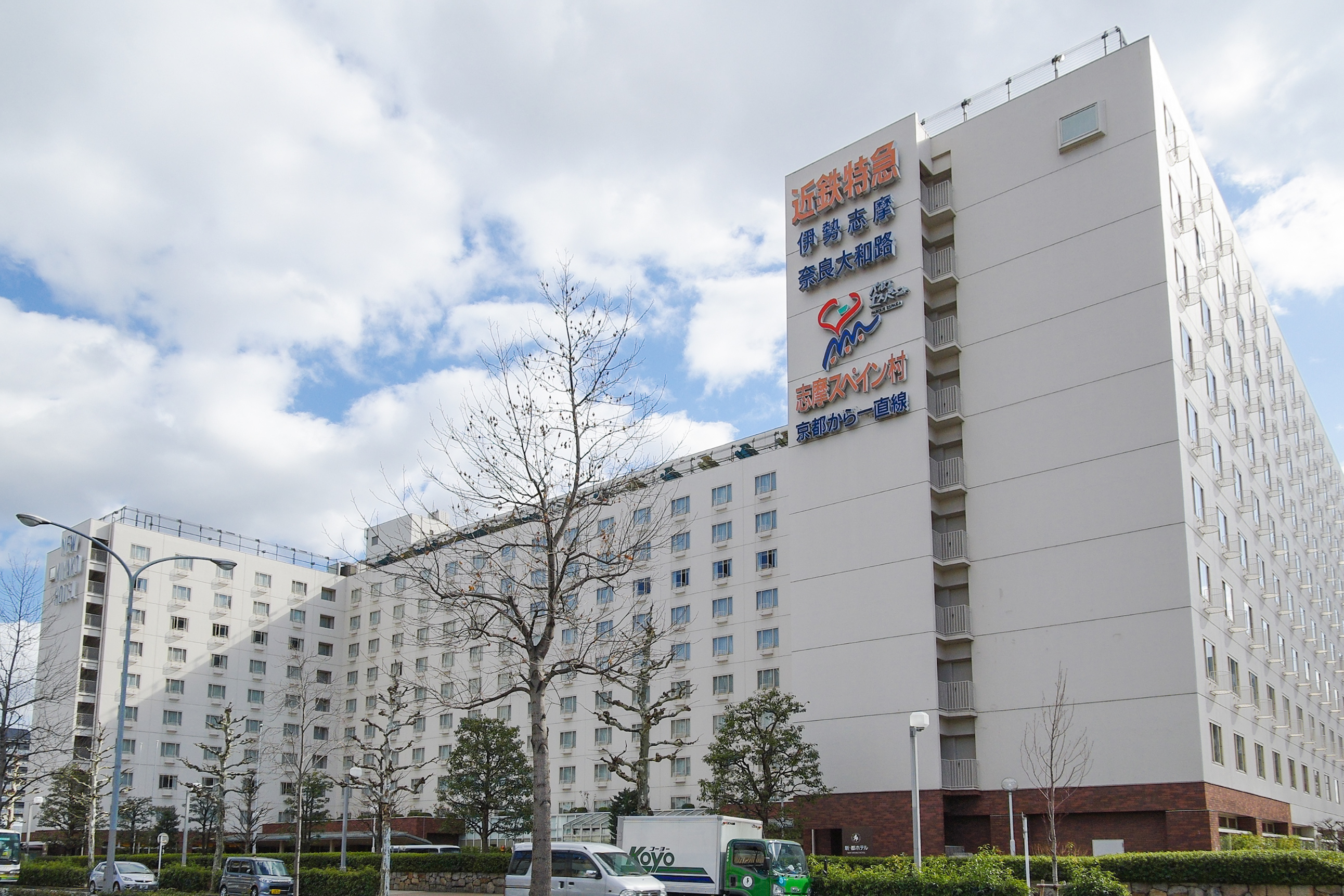
近鉄特急・志摩スペイン村の広告が外壁にあった頃（2010年）

都ホテル 京都八条（みやこホテル きょうとはちじょう）は、京都市南区にある近鉄グループの都ホテルズ&リゾーツに加盟するホテルのひとつ。株式会社近鉄・都ホテルズが運営。

## 概要
1975年3月25日に、新・都ホテルとして開業。京都駅八条口に面している。東山区蹴上にあるウェスティン都ホテル京都（旧称・都ホテル）が高級ホテルなのに対し、駅前立地ということで観光だけでなくビジネス利用も視野に入れたホテルである。本館の設計は村野藤吾。
開業時から客室数は京都最多の714室を誇っていたが、2005年には本館南側に新館「サウスウィング」と結婚式チャペル「アクアクリスタル」を増築し、合計客室数986室と京都市内はもとより関西圏全体でもトップクラスの客室数を持つホテルとなった。2024年時点の客室数は988室。2011年には向かいの京都駅上にホテル近鉄京都駅（368室）も完成し、京都駅周辺だけでも近鉄グループが供給できるホテルの客室は1300室を超える規模となっている。
運営は当初「株式会社新都ホテル」（「・」は入らない）を設立して営業していたが、近鉄グループのホテル再編に伴い2000年に近畿日本鉄道に合併。別途「株式会社ホテル近鉄京都」を設立して運営にあたったが、2006年に近鉄ホテルシステムズに統合されている。
京都駅新幹線ホームに面した北側の外壁には、かつては近鉄特急（以前は志摩スペイン村も存在）の広告ネオンが取付けられており、新幹線利用者に近鉄の存在をアピールしていた。
2019年4月のブランド再編で、名称を「新・都ホテル」から「都ホテル 京都八条」に変更した。2021年3月25日に近鉄グループホールディングスが発表したブラックストーン・グループへの売却対象ホテル8つのうちの1つに含まれ、10月にブラックストーンが過半を出資する会社が所有者となった。運営は近鉄グループが継続し、施設名・従業員の雇用は維持される予定である。

## 周辺
- PHP研究所本社
- イオンモールKYOTO
- 都シティ 近鉄京都駅
- 京都タワー

## アクセス
ホテル前の路上には近鉄バスをはじめ各社の高速バス停留所が設置されていた。もとは近鉄バス（当時は近畿日本鉄道自動車局）と奈良交通の奈良方面行が発車していた場所であるが、1990年代に近鉄バスが高速バスを発着させるようになったほか、南海バスなど京都に拠点を置かない事業者もここに停留所を設置するようになった。2014年現在では近鉄バスと南海バスの他に日本中央バスと豊鉄バスも停留所を設置している。この停留所は2015年7月よりニッポンレンタカー京都駅東口営業所前へ移設されている。
詳細は京都駅#バスターミナル参照。
その他交通機関の最寄りは以下のとおり。
- JR西日本東海道本線（JR京都線・琵琶湖線）・奈良線・山陰本線（嵯峨野線）、JR東海東海道新幹線、近鉄京都線、京都市営地下鉄烏丸線 - 京都駅
- 各社バス - 京都駅（八条口）

なお北陸新幹線の延伸計画ではホテル直下に駅の建設が検討されている。